# Diecezja Isfahanu
Diecezja Isfahanu – diecezja Apostolskiego Kościoła Ormiańskiego z siedzibą w Nowej Dżulfie, dzielnicy Isfahanu w Iranie, która jest w większości zamieszkiwana przez Ormian. 
Biskupem diecezji jest Sipan Keczedżian (2022).